# Ріа Кілстедт
Ріа Кілстедт (англ. Rya Kihlstedt, нар. 5 серпня 1969, Ланкастер, Пенсільванія, США) — американська акторка. Вона знялася в комедійному фільмі 1993 року «Крижана безмовність» в ролі Анни Марії. Пізніше Кілстедт з’явилася у фільмах «Сам удома 3», «Зіткнення з безоднею» та «Електра Luxx». На телебаченні вона неодноразово виконувала ролі доктора Мішель Росс у кримінальній драмі Showtime «Декстер» і Мерилін Родс у музичній драмі ABC «Нешвілл». У 2015 році Кілстедт знялася в міні-серіалі «Герої: Відродження».

## Раннє життя
Кілстедт народилася в Сполучених Штатах, і, хоча вона рідко розповідає про свою родину, відомо, що її сестра, Карла Кіхлстедт, є відомою музиканткою та скрипачкою, яка бере участь у різних музичних проектах. Що стосується її освіти, то Ріа Кілстедт навчалася у старшій школі J.P. McCaskey, а згодом здобула ступінь у галузі театральних мистецтв в Коледжі Скидмора.

## Кар'єра
Кілштедт дебютувала в кіно, зігравши разом з Рутгером Гауером у бойовику "Крижана безмовність" (1993). У 1995 році вона з’явилася в мінісеріалі ABC "Небо і пекло: Північ і Південь, книга III", а також зіграла Ліззі Ельмсворт у британській адаптації останнього роману Едіт Уортон "Бакканери". У 1997 році Кілштедт зіграла Елісу Ріббонс, одну з злочинців у сімейній комедії "Сам удома 3". Наступного року вона з'явилася в науково-фантастичному фільмі "Зіткнення з безоднею" та зіграла разом з Карлою Гуджино у незалежному фільмі "Жадібність". Також у 1998 році Кілштедт зіграла з Пітером Ґеллахером у телевізійному фільмі "Дивовижний новий світ", вільно адаптованому за романом Олдоса Гакслі 1932 року з такою ж назвою.
Кілштедт зробила десяти річну перерву в акторській кар'єрі, присвятивши себе материнству та вихованню двох дітей. У 2009 році вона повернулася на екран, зігравши разом з подругою Карлою Гуджино в комедії "Жінки у біді" та її сиквелі "Електра Luxx". Кілштедт з’явилася в кількох телевізійних серіалах, серед яких "Тайні справи", "Криміналісти: мислити як злочинець", "NCIS: Полювання на вбивць", "CSI: Місце злочину" та "До смерті красива". У 2011 році вона мала постійну роль у кримінальній драмі Showtime "Декстер" в ролі доктора Мішель Росс. З 2012 по 2013 рік вона грала Мерилін Родс, могутнього продюсера звукозапису в музичній драмі ABC "Нешвілл". Також у 2013 році Кілштедт зіграла у комедії "3 дні в Гавані", яку зняв її чоловік Гіл Беллоуз.
У 2015 році Кілштедт виконала головну роль у незалежному фільмі жахів "Інститут Аттікуса". З 2015 по 2016 рік вона грала Еріку Кравід у науково-фантастичному мінісеріалі NBC "Герої: Відродження". Того ж року Кілштедт отримала роль матері Тіґ Нотаро Каролін у комедійній серії Amazon Video "Один Міссісіпі". Пізніше Кілштедт з’явилася у серіалах "Якось у казці", "Рей Донован", "Агенти Щ.И.Т." та мінісеріалі NBC 2017 року "Закон і порядок: Справжня кримінальна справа". З 2018 по 2019 рік вона мала постійну роль у серіалі CW "Чародійки" в ролі Джулії Вагнер. У 2019 році вона з’явилася в серіалі "Джет" поряд з Карлою Гуджино, а також зіграла Кейт Ласвелл у відеогрі "Call of Duty: Modern Warfare". Також у 2019 році Кілштедт знялася в третьому сезоні канадської кримінальної драми "Кардинал", за яку отримала номінацію на Канадську премію.
У 2020 році Кілштедт зіграла в обмеженому серіалі Hulu "Вчитель". У 2022 році вона з’явилася в серіалі "Супермен і Лоїс" в ролі Елі Аллстон, головної злочинниці другого сезону, а також зіграла Четверту Сестру в "Обі-Ван Кенобі". Пізніше вона озвучила персонажа в "Зоряні війни: Сказання про джедаїв" у 2024 році.

## Особисте життя
У 1994 році Кілстедт вийшла заміж за актора Гіла Беллоуза. У них двоє дітей, дочка і син. Вони розлучилися в 2021 році. Вона є сестрою скрипальки з Окленда Карли Кілстедт, яка була учасницею таких гуртів, як Charming Hostess, Sleepytime Gorilla Museum і Tin Hat.

## Фільмографія
| Рік       |    | Українська назва                                     | Оригінальна назва                      | Роль                  |
| --------- | -- | ---------------------------------------------------- | -------------------------------------- | --------------------- |
| 1993      | ф  | Крижана безмовність                                  | Arctic Blue                            | Анна Марія            |
| 1993      | с  | Трайбека                                             | TriBeCa                                | Леа Вудворд           |
| 1994      | тф | Друга найбільша історія, яку коли-небудь розповідали | The Second Greatest Story Ever Told    | Арлін                 |
| 1994      | с  | Морські пригоди                                      | seaQuest DSV                           | Джессі                |
| 1994      | с  | Північ та Південь                                    | Heaven & Hell: North & South, Book III | Вілла                 |
| 1995      | с  | Буканьєри                                            | The Buccaneers                         | Ліззі Елмсворт        |
| 1995      | тф | Алхімія                                              | Alchemy                                | Луїза                 |
| 1996      | с  | Швидке правосуддя                                    | Swift Justice                          | Діана Ріверс          |
| 1996      | с  | Ранковий випуск                                      | Early Edition                          | Марсія Робертс Гобсон |
| 1997      | ф  | Блюз річки Гудзон                                    | Hudson River Blues                     | Лора                  |
| 1997      | ф  | Сам удома 3                                          | Home Alone 3                           | Еліс Ріббонс          |
| 1998      | тф | Дивовижний новий світ                                | Brave New World                        | Ленін Кроун           |
| 1998      | ф  | Зіткнення з безоднею                                 | Deep Impact                            | Хлоя                  |
| 1998      | ф  | За межами добра і зла                                | Jaded                                  | Патрісія Лонг         |
| 1999      | ф  | Лінія фронту                                         | Frontline                              | Кетрін                |
| 1999      | ф  | Скажи, що ти будеш моїм                              | Say You'll Be Mine                     | Кетрін                |
| 2000      | с  | CSI: Місце злочину                                   | CSI: Crime Scene Investigation         | Керолін               |
| 2001      | тф | Вона істота                                          | She Creature                           | Русалка               |
| 2009      | ф  | Жінки в біді                                         | Women in Trouble                       | Ріта                  |
| 2010      | с  | Таємні операції                                      | Covert Affairs                         | Гелен Ньюман          |
| 2010      | с  | Криміналісти: мислити як злочинець                   | Criminal Minds                         | Патті Джойс           |
| 2010      | ф  | Електра Luxx                                         | Elektra Luxx                           | Ріта                  |
| 2011      | с  | NCIS: Полювання на вбивць                            | NCIS                                   | Лінда Іделтон         |
| 2011      | с  | Декстер                                              | Dexter                                 | Мішель Росс           |
| 2011      | тф | Актор Конні Бенкс                                    | Connie Banks the Actor                 | Карен                 |
| 2012      | кф | Інтелект                                             | Intelligence                           | Джей Гарднер          |
| 2012—2013 | с  | Нешвілл                                              | Nashville                              | Марлін Родс           |
| 2013      | ф  | 3 дні в Гавані                                       | 3 Days in Havana                       | Ріта                  |
| 2014      | кф | Палички                                              | Sticks                                 | Дейдре                |
| 2014      | с  | CSI: Місце злочину                                   | CSI: Crime Scene Investigation         | Керолін Логан         |
| 2014      | с  | До смерті красива                                    | Drop Dead Diva                         | Еллі Чапін            |
| 2014      | с  | Сприйняття                                           | Perception                             | Елена Дуглас          |
| 2014      | с  | Майстри сексу                                        | Masters of Sex                         | Таті Грітхаус         |
| 2015      | ф  | Інститут Аттікус                                     | The Atticus Institute                  | Джудіт Вінстед        |
| 2015      | ф  | Відбір                                               | The Squeeze                            | Джудіт Вінстед        |
| 2015—2016 | с  | Герої: Відродження                                   | Heroes Reborn                          | Еріка Кравід          |
| 2015—2016 | с  | Один Міссісіпі                                       | One Mississippi                        | Керолін               |
| 2016      | кф | Джуді                                                | Judi                                   | Джуді                 |
| 2016      | ф  | Її остання воля                                      | Her Last Will                          | Меггі                 |
| 2016      | с  | Якось у казці                                        | Once Upon a Time                       | Клео Фокс             |
| 2016      | с  | Рей Донован                                          | Ray Donovan                            | Дженні                |
| 2017      | с  | Закон та порядок: Справжній злочин                   | Law & Order True Crime                 | Дженні                |
| 2017      | с  | Агенти Щ.И.Т.                                        | Agents of S.H.I.E.L.D.                 | Леді Баша             |
| 2018      | кф | Порожній будинок                                     | The Empty House                        | Марі                  |
| 2018      | ф  | Дробовик                                             | After Everything                       | Ребекка               |
| 2018—2020 | с  | Жирний шрифт                                         | The Bold Type                          | Бейбс Бреді           |
| 2018—2019 | с  | Чародійки                                            | Charmed                                | Джуліа Вагнер         |
| 2019      | ф  | Нерозказана історія                                  | The Untold Story                       | Роксі                 |
| 2019      | ф  | Гримучі змії                                         | Естер Джаррет                          |                       |
| 2019      | с  | Кардинал                                             | Cardinal                               | Шарлін Вінстон        |
| 2019      | тф | Таємниці в маленькому місті                          | Secrets in a Small Town                | Рут Сіммонс           |
| 2019      | с  | Джетт                                                | Jett                                   | Гелен                 |
| 2019      | вг | Call of Duty: Modern Warfare                         | Call of Duty: Modern Warfare           | Кейт Ласвелл          |
| 2019      | с  | Єллоустоун                                           | Yellowstone                            | Сем                   |
| 2020      | ф  |                                                      | The Nowhere Inn                        | Голлі                 |
| 2020      | с  | Анатомія Грей                                        | Grey's Anatomy                         | Клер                  |
| 2020      | с  | Кохання в часи Корони                                | Love in the Time of Corona             | Сара                  |
| 2020      | с  | Вчитель                                              | A Teacher                              | Сенді Вокер           |
| 2021      | ф  | Найкращий список відтворення шуму                    | The Ultimate Playlist of Noise         | Алісса                |
| 2022      | вг | Call of Duty: Modern Warfare II                      | Call of Duty: Modern Warfare II        | Кейт Ласвелл          |
| 2022      | с  | Супермен і Лоїс                                      | Superman & Lois                        | Еллі Аллстон          |
| 2022      | с  | Обі-Ван Кенобі                                       | Obi-Wan Kenobi                         | Четверта сестра       |
| 2023      | с  | Чорна сирота: Відлуння                               | Orphan Black: Echoes                   | Елеонор Міллер        |
| 2023      | с  | Ваша честь                                           | Your Honor                             | Донетта               |
| 2023      | вг | Call of Duty: Warzone 2.0                            | Call of Duty: Warzone 2.0              | Кейт Ласвелл          |
| 2023      | с  | Чорна сирота: Відлуння                               | Orphan Black: Echoes                   | Елеонор Міллер        |
| 2023      | вг | Call of Duty: Modern Warfare III                     | Call of Duty: Modern Warfare III       | Кейт Ласвелл          |
| 2024      | с  | Спецназ                                              | S.W.A.T.                               | Анна Нельсон          |
| 2024      | мс | Зоряні війни: Сказання про джедаїв                   | Star Wars: Tales of the Empire         | Четверта сестра       |